# 1895 en musique
| \| • Retour à la chronologie générale de la musique populaire • \| |
| XXIe siècle • XXe siècle • XIXe siècle • XVIIIe siècle XVIIe siècle • XVIe siècle • XVe siècle • XIVe siècle XIIIe siècle • XIIe siècle • XIe siècle • Xe siècle IXe siècle • VIIIe siècle • Haut Moyen Âge • Rome • Grèce |
| • Retour à la chronologie générale de la musique populaire • |

| • Retour à la chronologie générale de la musique populaire • |

| Années de la musique populaire : 1892 - 1893 - 1894 - 1895 - 1896 - 1897 - 1898    |
| Décennies de la musique populaire : 1860 - 1870 - 1880 - 1890 - 1900 - 1910 - 1920 |

## Événements et œuvres
- Buddy Bolden forme à La Nouvelle-Orléans le Bolden Band, événement généralement considéré comme l'acte fondateur de la musique qui sera plus tard connue sous le nom de jazz[1].
- Dominique Bonnaud fait ses débuts de chansonnier au cabaret Le Chat noir à Montmartre[2].
- Théodore Botrel crée au café-concert parisien Le Chien Noir la chanson La Paimpolaise.
- Le Great Highland bagpipe est importé d'Écosse en Bretagne par Charles Le Goffic à Belle-Isle-en-Terre et devient le biniou braz (« grande cornemuse »).
- 1er mai : Félix Mayol fait ses débuts parisiens au cabaret le Concert parisien.
- Ons Heemecht (Notre patrie) devient l'hymne national du grand-duché de Luxembourg.
- Débuts à Paris du chanteur de café-concert Henri Vilbert au Parisiana.
- Banjo Paterson écrit les paroles de Waltzing Matilda, une chanson folklorique australienne.
- Pianola, piano mécanique créé par Edwin Scott Votey (en) à Détroit pour la compagnie Æolian[3],[4].
- John Robichaux forme à La Nouvelle-Orléans son orchestre The John Robichaux Dance Orchestra[5].

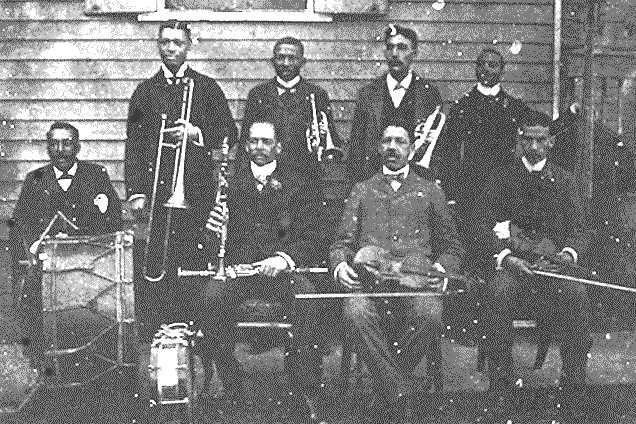
L'orchestre de John Robichaux en 1896

- Le Sousa's Band enregistre El Capitan March et The Washington Post March pour la Columbia Phonograph Company[6].
- La compositrice suédoise Alice Tegnér publie Mors lilla Olle, chanson pour enfant dans le volume 3 de Sjung med oss, mamma!.

## Publications
- Marcel Legay, Chansons cruelles, chansons douces, sur des textes d'André Barde, préface de Jean Richepin, Paris, P. Ollendorff, 220 p.

## Naissances
- 7 janvier : Clara Haskil, pianiste roumaine et suisse († 7 décembre 1960).
- 18 janvier : Gaby Montbreuse, chanteuse et artiste de music-hall française († 24 juin 1943).
- 27 janvier : Buddy DeSylva, auteur-compositeur-interprète († 11 juillet 1950).
- 7 février : André Schaeffner, anthropologue et ethnomusicologue français († 11 août 1980).
- 3 avril : Zez Confrey, pianiste et compositeur américain de musique ragtime, spécialiste du style novelty († 22 novembre 1971).
- 9 avril : Mance Lipscomb, chanteur-guitariste de blues américain († 30 janvier 1976).
- 20 avril : Emile Christian, compositeur, tromboniste, contrebassiste et cornettiste de jazz américain († 3 décembre 1973).
- 23 avril : Jimmie Noone, clarinettiste de jazz américain († 19 avril 1944).
- 2 mai : Lorenz Hart, parolier et librettiste américain, auteur de chanson et comédies musicales († 22 novembre 1943).
- 2 juin : Jean Villard dit Gilles, poète, chansonnier et compositeur suisse († 26 mars 1982).
- 17 juin : Sam Wooding, pianiste, arrangeur et chef d'orchestre de jazz américain († 1er août 1985).
- 25 juillet : Yvonne Printemps, chanteuse et actrice française († 18 janvier 1977).
- 1er août : Vetese Guerino, accordéoniste français d'origine italienne, membre de l'orchestre musette « L'Orchestre de la Boite à matelots » († 24 février 1952).
- 14 septembre : Eugène Daignault, chanteur canadien  († 27 janvier 1960).
- 11 octobre : Jakov Gotovac, compositeur et chef d'orchestre croate († 16 octobre 1982).
- 12 octobre : Tubby Hall, batteur de jazz américain († 13 mai 1945).
- 30 décembre : Vincent Lopez, pianiste et chef d'orchestre de jazz américain († 20 septembre 1975).
- Date précise non connue :
  - Dave Tarras, musicien klezmer clarinettiste, né en Ukraine et installé aux États-Unis († 13 février 1989).

## Décès
- 6 août : George Frederick Root, compositeur et auteur de chansons populaires américain. (° 30 août 1820).